# خدمة الهاتف المحمول المحسنة

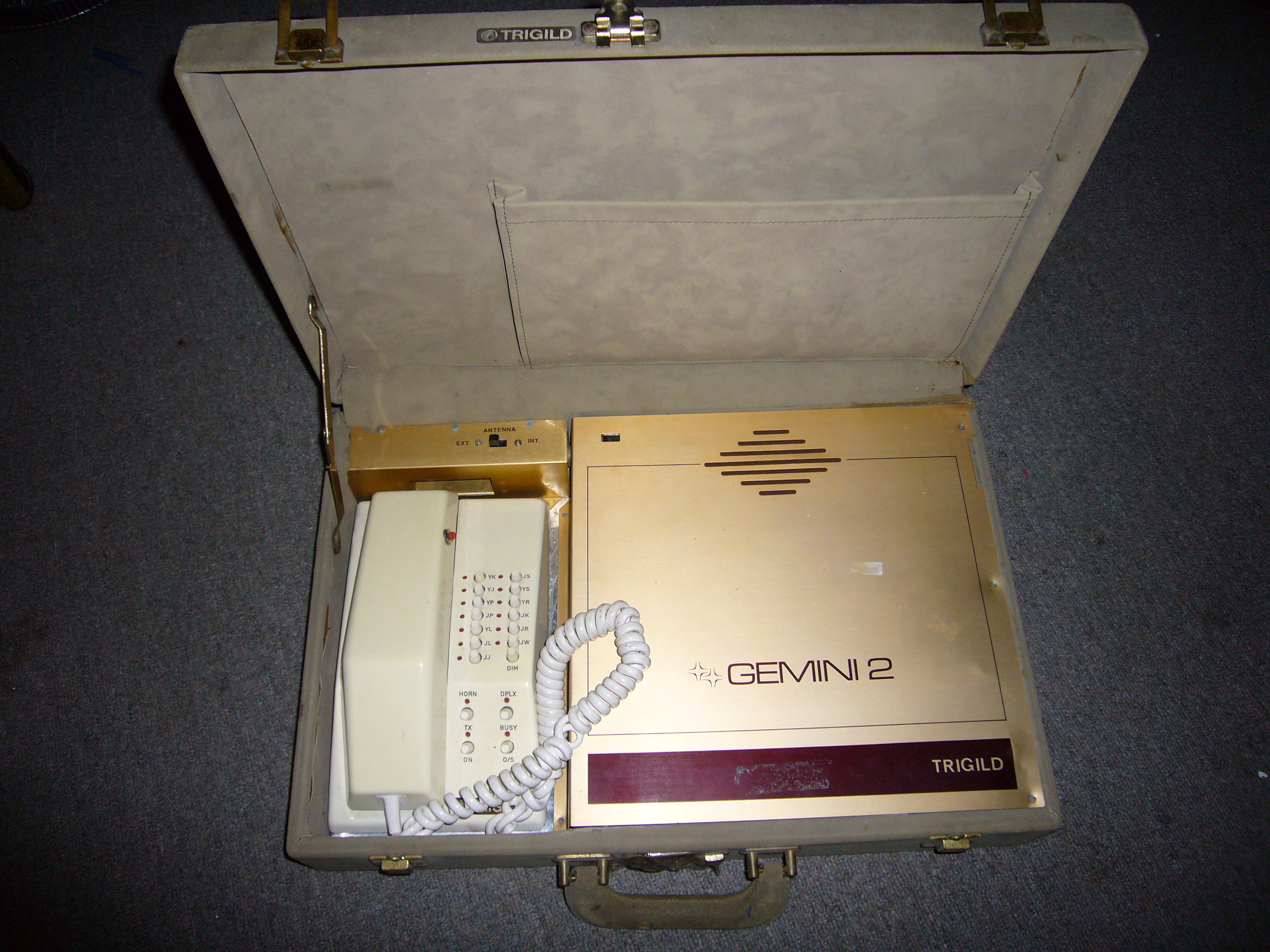
الهاتف المحمول ذا خدمة محنة في حقيبة.

كانت خدمة الهاتف المحمول المحسّنة (IMTS) عبارة عن نظام راديو ما قبل الخلوي ذا تردد عالى جداً أو تردد فائق يرتبط بشبكة الهاتف العامة. كانت خدمة الهاتف المحمول المُحسنة الهاتف اللاسلكي المكافئ لخدمة الاتصال الهاتفي الأرضي. تم تقديمه في عام 1964، وهو كان بديلاً لخدمة الهاتف المحمول (MTS) وتم تحسينه في معظم أنظمة خدمة الهاتف المحمول من خلال تقديم اتصال مباشر بدلاً من الاتصالات عبر مشغل مباشر.

## روابط خارجية
- الهاتف المحمول - نظرة عامة على خدمة الهاتف المحمول و خدمة الهاتف المحمول المُحسنة